# 18. srpen
18. srpen je 230. den roku podle gregoriánského kalendáře (231. v přestupném roce). Do konce roku zbývá 135 dní. Svátek má Helena.

## Události

### Česko
- 1273 – Prahu postihla povodeň.
- 1813 – Napoleonova vojska se objevují v severních Čechách. Obsadila Liberec, Českou Lípu i Frýdlant. Rakouské jednotky raději uprchly
- 1826 – Na Křivoklátě vypukl v bytě vrchního správce požár, který rychle zachvátí celý hrad. Zachránit se podaří jenom Královský sál a kapli
- 1894 – V Ostravě je zahájen provoz parní tramvaje
- 1916 – Slavnostní odhalení sochy Františka Josefa I. v areálu vojenské barákové nemocnice v Králově Poli. Autorem sochy je akademický sochař František Fabiánek
- 1940 – Druhá světová válka: V Aši ve 2.30 dopadly první britské bomby na území původního Československa[1]
- 1946 – V Praze byl zahájen 1. světový kongres studentstva, trval do 31. srpna
- 1961 – V Brně bylo založeno studio Československé televize. Brno se stalo čtvrtým městem republiky, které po Praze, Ostravě a Bratislavě získalo televizní studio na tvorbu vlastních pořadů.
- 1970 – AZNP Mladá Boleslav na tiskové konferenci představily veřejnosti nové kupé Škoda 110 R.
- 1990 – Na Strahovském stadionu v Praze koncertovala britská skupina The Rolling Stones[2]
- 1992 – Skončilo druhé kolo první vlny kupónové privatizace. Mezi zájemce bylo rozděleno 30 % z nabízených akcií státního majetku v hodnotě zhruba 200 miliard korun

### Svět
- 0440 – Pontifikát 44. papeže Sixta III. skončil jeho smrtí. Na papežském stolci ho vystřídal Lev I. Veliký
- 1201 – Založení lotyšského města Riga
- 1304 – Francouzsko-flanderská bitva u Mons-en-Pévèle
- 1418 – Ve Florencii vypsali architektonickou soutěž o podobu místní katedrály. Hlavními rivaly byli Lorenzo Ghiberti a Filippo Brunelleschi, kterého podporoval Cosimo Medicejský
- 1572 – Pařížská svatba mezi Hugenotským králem Jindřichem III. Navarským a katoličkou Markétou z Valois měla odstranit spory mezi katolíky s protestanty
- 1674 – Premiéra divadelní hry Jeana Racina Ifigenie v zámku ve Versailles
- 1680 – V Paříži bylo založeno divadlo Comédie-Française
- 1698 – Ruský car Petr I. Veliký přijel inkognito do nizozemského přístavu Zaandam, kde pracoval jako tesař, aby studovat stavbu lodí
- 1834 – Neapolská sopka Vesuv vybuchla a začala chrlit lávu
- 1866 – Prusko a 15 severoněmeckých států založily Severoněmeckou konfederaci
- 1868 – Při pozorování zatmění Slunce objevil francouzský astronom Pierre Janssen helium
- 1914 – Prezident Woodrow Wilson vydává prohlášení o americké neutralitě v 1.světové válce
- 1918 – Premiéra Schubertovy opery Fernando – 103 let po jejím ukončení
- 1955 – V Paříži vyšel román Vladimira Nabokova Lolita. Román vyšel roku v anglickém jazyce, později byl autorem přeložen do ruštiny a v roce 1967 vydán v New Yorku
- 1958 – Ve Spojených státech byl publikován kontroverzní román Lolita od Vladimira Nabokova, tři roky po vydání v Paříži
- 1960 – Anglická rocková skupina Beatles má své první veřejné vystoupení v Hamburku ve striptýzovém baru, kde hráli 3 měsíce až 8 hodin denně
- 1961 – Berlínská zeď je dokončena
- 1968 – Porada tajemníku Varšavské smlouvy v Moskvě před okupací
- 1976 – Sovětská sonda Luna 24 měkce přistála na Měsíci v oblasti Mare Crisium. Bylo aktivováno vrtné zařízení a během 10 minut proveden odběr horniny z hloubky 2,6 metru
- 1977 – Na smutečním pohřbu Elvise Preslyho se sešlo 150 pozvaných hostů a 75 000 fanoušků, kteří doprovázeli smuteční průvod. Tělo krále rock'n'rollu bylo pohřbeno na memphiském hřbitově Forest Hill Cemetary v blízkosti hrobu jeho matky Gladys
- 1989 – Z rozhodnutí Pabla Escobara byl zastřelen Louis Galán, jeden z kandidátů na prezidenta Kolumbie.

## Narození

### Česko

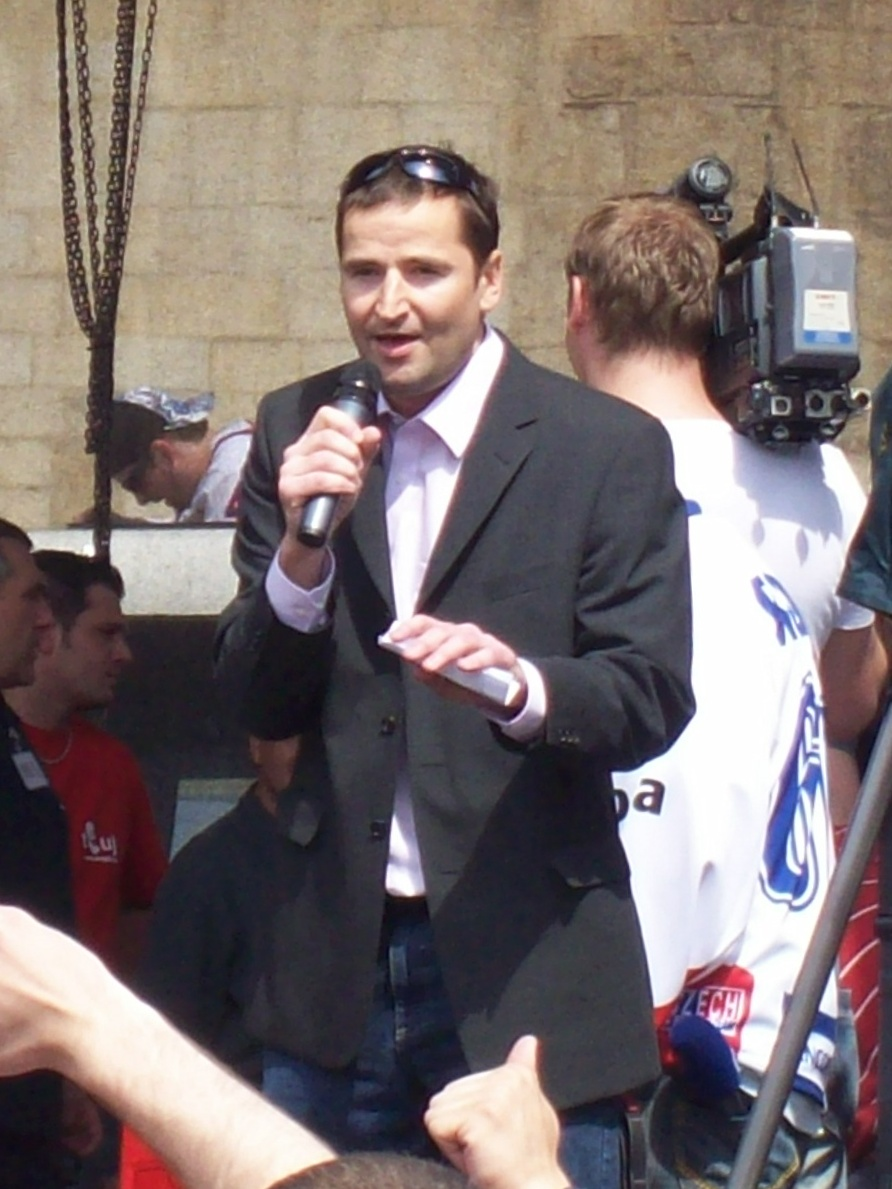
Robert Záruba (* 1967)

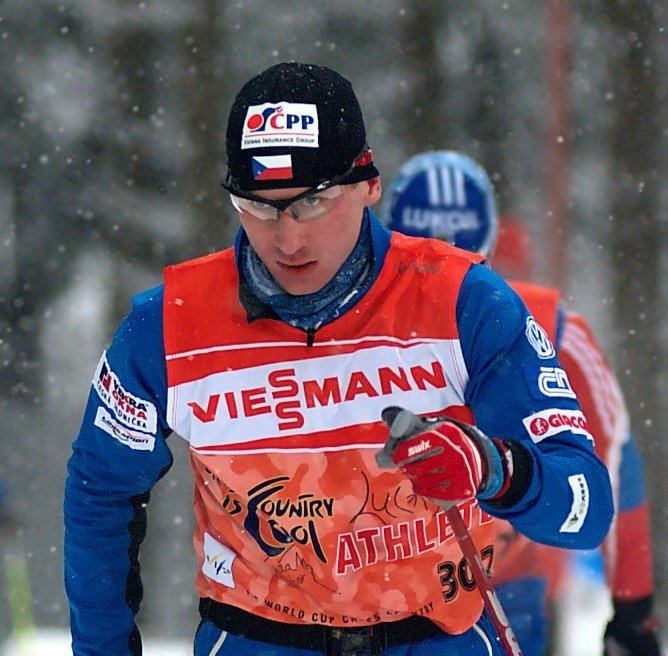
Lukáš Bauer (* 1977)

- 1658 – Jan František Beckovský, spisovatel a historik († 26. prosinec 1722)
- 1745 – Václav Josef Bartoloměj Praupner, hudební skladatel († 1. dubna 1807)
- 1810 – Josef Hamerník, lékař († 22. květen 1887)
- 1818 – Václav Bolemír Nebeský, český básník († 17. srpna 1882)
- 1826 – Wilhelm Gutmann, moravský a rakouský podnikatel a průmyslník († 17. května 1895)
- 1840 – Tomáš Černý, český právník a politik († 22. února 1909)
- 1844 – Josef Reinsberg, lékař, politik, rektor Univerzity Karlovy († 29. ledna 1930)
- 1863
  - Ludvík Aust, poslanec († ?)
  - Otakar Vochoč, poslanec († 1953)
- 1876 – František Slavík, akademik, mineralog, petrolog, geolog a pedagog († 27. ledna 1957)
- 1879 – Dominik Filip, spisovatel, redaktor a vědecký pracovník († 28. listopadu 1946)
- 1890 – Adolf Schwarzenberg, šlechtic, příslušník hlubocko-krumlovské větve († 27. února 1950)
- 1893 – Čestmír Jeřábek, spisovatel († 15. říjen 1981)
- 1897 – Jan Hon, český politik, starosta Vyškova († 8. dubna 1942)
- 1902 – Julius Kalaš, hudební skladatel, pedagog a klavírista († 12. května 1967)
- 1906
  - František Kop, profesor církevního práva († 22. listopadu 1979)
  - Jarmila Švabíková, herečka († 12. března 1969)
- 1910 – Alexej Čepička, politik († 30. září 1990)
- 1917 – Linda Wichterlová, stomatoložka, vědkyně, manželka Otto Wichterleho († 24. listopadu 2023)
- 1927 – Antonín Pšurný, atlet, sokol, ragbista († 11. května 2017)

- 1933
  - Pavel Jurkovič, hudebník, zpěvák, skladatel a popularizátor lidových písní († 4. února 2015)
  - Ivar Otruba, architekt
- 1936 – Václav Zelený, botanik
- 1939 – Milan Báchorek, hudební skladatel
- 1941 – Kurt Gebauer, výtvarník a vysokoškolský pedagog
- 1944
  - Petr Pavlovský, český teatrolog, kritik umění, estetik
  - Václav Širl, český horolezec, trenér a publicista
- 1947
  - Jaroslav Kratěna, cestovatel a spisovatel
  - Leonid Křížek, nakladatel, překladatel z angličtiny a publicista
- 1950 – Přemysl Bičovský, bývalý fotbalový reprezentant Československa, král střelců a trenér
- 1952 – Michaela Židlická, právnička, ústavní soudkyně a pedagožka
- 1958 – Miroslav Ouzký, lékař a politik
- 1959 – Jiří Walker Procházka, spisovatel science fiction a fantasy
- 1963 – Milan Guštar, organolog, hudební skladatel, konstruktér elektronických a elektroakustických zařízení a programátor
- 1964
  - Irena Dousková, spisovatelka
  - Petr Lessy, policejní prezident
  - Věra Jourová, eurokomisařka
- 1965 – Stanislava Jachnická, herečka a dabérka
- 1967 – Robert Záruba, sportovní komentátor
- 1972 – Petra Špindlerová, herečka
- 1974 – Lucie Benešová, herečka
- 1975 – Petr Čajánek, lední hokejista
- 1976 – Marek Jiras, kanoista, bronzový olympionik
- 1977 – Lukáš Bauer, běžec na lyžích
- 1984 – Lukáš Mensator, hokejový brankář
- 1987 – Zuzana Jandová, modelka
- 1990 – Nikola Ogrodníková, oštěpařka
- 1994 – Kateřina Marie Tichá, zpěvačka, písničkářka a kytaristka

### Svět

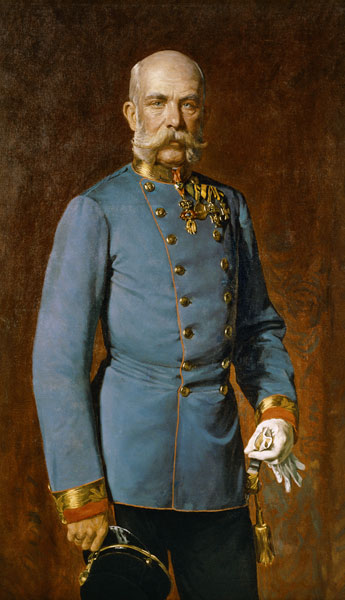
František Josef I. (* 1830)

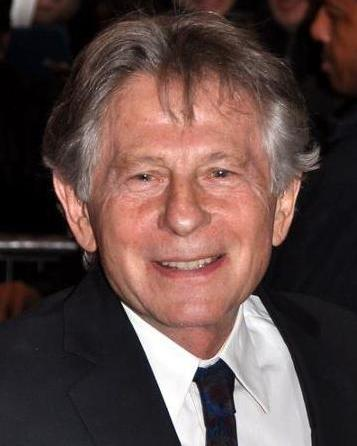
Roman Polanski (* 1933)

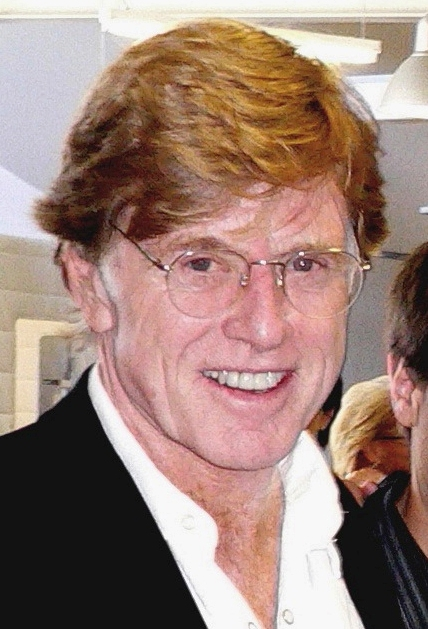
Robert Redford (* 1936)

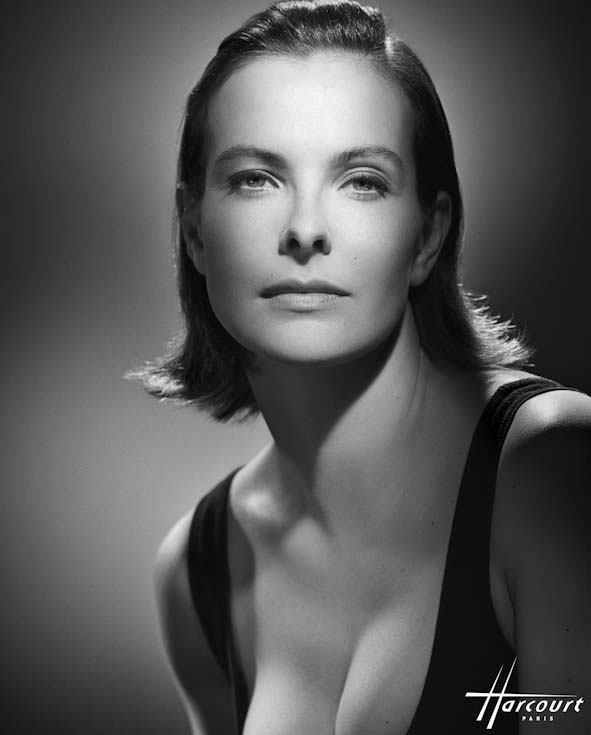
Carole Bouquet (* 1957)

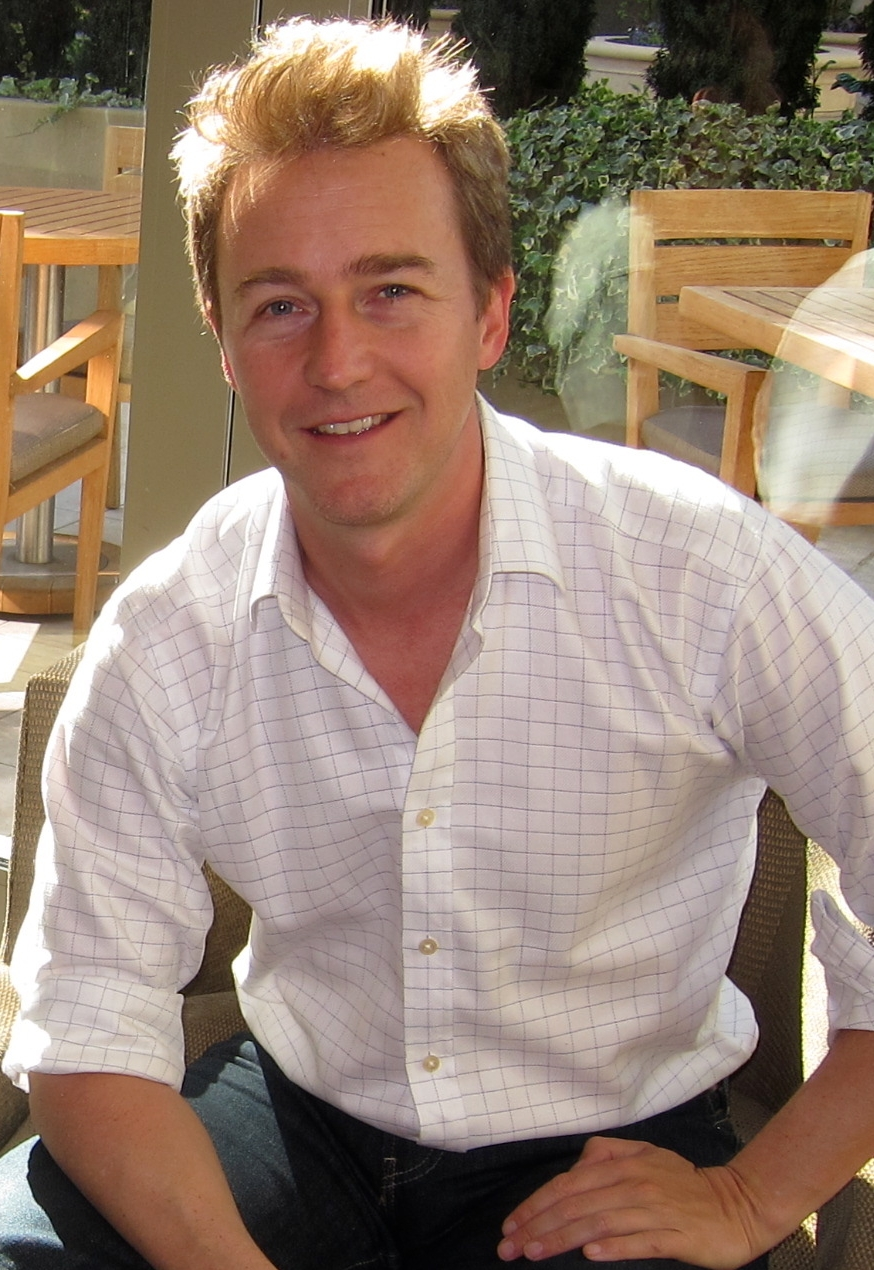
Edward Norton (* 1969)

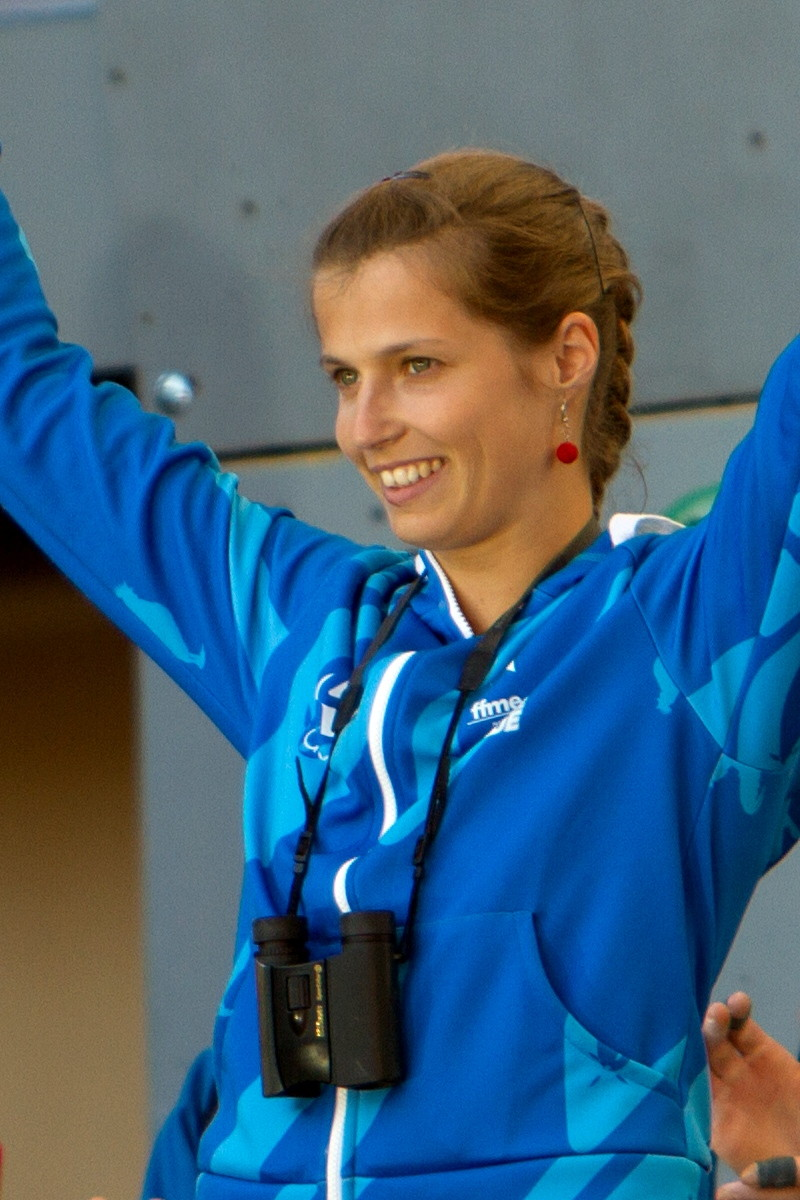
Charlotte Durif (* 1990)

- 1434 – Eleonora Portugalská, císařovna jako manželka Fridricha III. († 1467)
- 1450 – Marko Marulić, chorvatský spisovatel († 5. ledna 1524)
- 1505 – Marie Habsburská, manželka českého krále Ludvíka Jagellonského († 18. listopadu 1558)
- 1552 – Jan VI. ze Žiče, vratislavský biskup († 1608)
- 1606 – Marie Anna Španělská, císařovna jako manželka Ferdinanda III. († 1646)
- 1611 – Ludovika Marie Gonzagová, polská královna, manželka dvou polských králů († 10. květen 1667)
- 1651 – François Noël, valonský misionář v Číně, astronom a matematik († 17. září 1729)
- 1685 – Brook Taylor, anglický matematik († 1731)
- 1692 – Louis Henri de Bourbon-Condé, premiér Francie za vlády Ludvíka XV. († 27. ledna 1740)
- 1735 – Károly Ferenc Palma, maďarský jezuita, probošt a biskup († 10. února 1787)
- 1750 – Antonio Salieri, italský hudební skladatel, pedagog a dirigent († 7. května 1825)
- 1772 – Matúš Blaho, slovenský náboženský spisovatel a evangelický duchovní († 21. března 1837)
- 1774 – Meriwether Lewis, americký cestovatel, voják a guvernér Missourského teritoria († 1809)
- 1782 – Jean Baptiste Antoine Marcellin de Marbot, francouzský generál († 16. listopadu 1854)
- 1792 – John Russell, britský státník († 28. května 1878)
- 1818 – Henri Le Secq, francouzský malíř a průkopník fotografie († 1882)
- 1824 – Pierre-Émile Martin, francouzský inženýr, metalurg († 23. května 1915)
- 1830 – František Josef I., rakouský císař († 21. listopadu 1916)
- 1835 – Telemaco Signorini, italský malíř († 10. února 1901)
- 1838 – Angelo Neumann, rakouský zpěvák, režisér a divadelní ředitel († 20. prosince 1910)
- 1843 – Cemile Sultan, osmanská princezna a dcera sultána Abdulmecida I. († 7. února 1915)
- 1856 – Achad ha-Am, ukrajinský židovský esejista a nejvýznamnější představitel duchovně-kulturního proudu sionismu († 1927)
- 1852 – Wilhelm von Plüschow, německý fotograf žijící v Itálii († 1930)
- 1860 – Kristína Royová, slovenská náboženská spisovatelka a redaktorka († 1936)
- 1865 – Rudolf König, rakouský obchodník, amatérský astronom († 30. ledna 1927)
- 1871
  - Olga Borisovna Lepešinská, sovětská bioložka († 22. října 1963)
  - Johan Joseph Aarts, nizozemský malíř († 19. října 1934)
- 1872 – Adolf Schmal, rakouský šermíř a závodní cyklista, olympijský vítěz († 1919)
- 1873 – Leo Slezak, operní tenorista († 1. června 1946)
- 1874 – Anna Černohorská, černohorská princezna († 22. dubna 1971)
- 1878 – Manuel Quezon, 1. prezident Filipínského Společenství († 1. srpna 1944)
- 1879 – Manuel Arce y Ochotorena, tarragonský arcibiskup a kardinál († 16. září 1948)
- 1880 – Ja'akov Moše Toledano, izraelský rabín a politik († 15. října 1960)
- 1885 – Roman Kramsztyk, polský malíř († 6. srpna 1942)
- 1899 – Otto Planetta, vrah rakouského kancléře Engelberta Dollfusse († 31. července 1934)
- 1890 – Georgij Pjatakov, sovětský politik a člen Levé opozice († 30. ledna 1937)
- 1901 – Jean Guitton, francouzský katolický filosof a spisovatel († 21. března 1999)
- 1903 – Zynovij Kovalyk, polský mučedník a katolický světec († 1941)
- 1906 – Marcel Carné, francouzský filmový režisér († 1996)
- 1908 – Edgar Faure, premiér Francie († 30. března 1988)
- 1910 – Pál Turán, maďarský matematik († 26. září 1976)
- 1912 – Elsa Morante, italská spisovatelka († 25. listopadu 1985)
- 1917 – Caspar Weinberger, americký politik a ministr obrany († 28. března 2006)
- 1920
  - Shelley Wintersová, americká herečka († 14. ledna 2006)
  - Henrietta Lacksová, dárce buněčné kultury HeLa († 4. října 1951)
- 1921 – Lýdie Vladimirovna Litvjaková, sovětská stíhací pilotka († 1. srpna 1943)
- 1922 – Alain Robbe-Grillet, francouzský spisovatel, literární teoretik a filmový režisér, jeden ze zakladatelů nového románu († 2008)
- 1925 – Brian Aldiss, britský autor sci-fi literatury († 19. srpna 2017)
- 1927
  - Rosalynn Carterová, první dáma USA v letech 1977–1981 († 19. listopadu 2023)
  - Marvin Harris, americký antropolog († 2001)
- 1929 – Hugues Aufray, francouzský zpěvák, písničkář, skladatel a kytarista
- 1930 – Liviu Librescu, izraelsko-americký vědec v oblasti aeroelasticity a aerodynamiky († 16. dubna 2007)
- 1932
  - Luc Montagnier, francouzský virolog, Nobelova cena za fyziologii a medicínu († 8. února 2022)
  - Zito, brazilský fotbalista
  - Vasilij Aksjonov, ruský spisovatel († 6. července 2009)
- 1933 – Roman Polanski, francouzský režisér polského původu
- 1934
  - Bill Cleary, bývalý americký lední hokejista a hokejový trenér
  - Ján Johanides, slovenský prozaik a esejista († 2008)
- 1935
  - Hifikepunye Pohamba, prezident Namibie
  - Rafer Johnson, americký olympijský vítěz v desetiboji
- 1936 – Robert Redford, americký herec, filmový režisér, producent
- 1937 – Edward Stachura, polský spisovatel, překladatel, písničkář († 24. července 1979)
- 1941
  - Beniamino Stella, italský kardinál
  - Muhammad Ghannúší, tuniský politik
- 1943
  - Gianni Rivera, bývalý italský fotbalový záložník
  - Carl Wayne, britský zpěvák a herec († 31. srpna 2004)
  - Hannu Mäkelä, finský básník, prozaik a dramatik
- 1944
  - Jean-Daniel Lafond, kanadský dokumentarista francouzského původu
  - Oscar Brashear, americký trumpetista († 7. července 2023)
  - Volker Lechtenbrink, německý televizní herec
- 1946 – Irena Jarocka, polská zpěvačka († 21. ledna 2012)
- 1950 – Anna Daučíková, slovenská výtvarnice
- 1952 – Patrick Swayze, americký herec a tanečník († 14. září 2009)
- 1953 – David Benoit, americký jazzový klavírista
- 1954 – Umberto Guidoni, italský levicový politik a bývalý astronaut
- 1956 – Rainer Maria Woelki, německý kardinál
- 1957
  - Carole Bouquet, francouzská herečka
  - Tan Dun, čínský skladatel soudobé vážné hudby
  - Javier Moracho, bývalý španělský atlet-překážkář
- 1958
  - Madeleine Stowe, americká herečka
  - Sergej Treščov, ruský kosmonaut
- 1962 – Felipe Calderón, prezident Mexika
- 1967 – Dan Peters, americký hudebník (Nirvana)
- 1969
  - Edward Norton, americký herec
  - Christian Slater, americký herec
  - Everlast, americký hudebník (Soul Assassins)
  - Masta Killa, americký rapper
- 1971 – Aphex Twin, britský průkopník elektronické hudby
- 1973 – Martin Prohászka, slovenský fotbalista
- 1978 – Andy Samberg, americký herec, komik a rapper
- 1980 – Petra Müller, švýcarská horolezkyně
- 1983 – Mika, britský zpěvák libanonsko-amerického původu
- 1984 – Robert Huth, německý fotbalista
- 1989 – Willie le Roux, jihoafrický ragbista
- 1990
  - Charlotte Durif, francouzská sportovní lezkyně
  - Gareth Davies, velšský ragbista

## Úmrtí

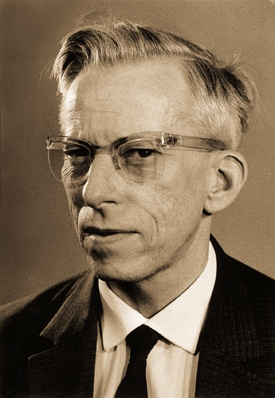
Otto Wichterle († 1998)

### Česko
- 1713 – Jan Jiří Středovský, katolický kněz a historik zaměřující se na dějiny Moravy (* 16. dubna 1679)
- 1833 – Václav Nedoma, český kamenosochař (* 18. září 1778)
- 1881 – Josef Labický, houslista, dirigent a skladatel tehdejší populární taneční hudby (* 4. července 1802)
- 1903 – Jan Duchoslav Panýrek, středoškolský profesor, popularizátor fyziky a chemie, básník (* 19. června 1830)
- 1904 – Johann Haase, starosta Znojma (* 12. února 1837)
- 1915 – August Prokop, architekt a restaurátor (* 15. srpna 1838)
- 1919 – Stanislav Schulhof, stomatolog, esperantista a básník (* 12. listopadu 1864)
- 1920 – Karl Fenkl, podnikatel a starosta Chodova(* 24. července 1847)
- 1924 – Gustav Brosch, rakouský důstojník a polárník (* 22. září 1844)
- 1937 – Antonín Hradil, varhaník, dirigent, hudební skladatel a pedagog (* 5. dubna 1874)
- 1941 – Josef Adel Wünsch, český varhaník a skladatel (* 27. října 1850)
- 1945 – Ernst Zenker, politik a novinář (* 10. března 1865)
- 1946 – Augustin Kratochvíl, římskokatolický duchovní a historik (* 29. srpna 1865)
- 1957 – Jiří Slavíček, filmový střihač, scenárista a režisér (* 31. července 1901)
- 1979 – Karel Maiwald, ekonom a politik (* 3. října 1902)
- 1981 – Karel Kopecký, fotbalový brankář, reprezentant Československa (* 19. května 1921)
- 1982 – Karel Vacek, hudební skladatel českých „lidovek“ (* 21. března 1902)
- 1986
  - Vladimír Kolátor, divadelní režisér, dramaturg, autor a překladatel (* 17. března 1903)
  - Tomáš Šalé, atlet, běžec (* 6. července 1916)
- 1990 – Josef Zvěřina, katolický teolog (* 3. května 1913)
- 1994 – Bořivoj Dostál, archeolog (* 16. srpna 1929)
- 1998 – Otto Wichterle, chemik, vynálezce kontaktních čoček (* 27. října 1913)
- 2000 – Jiří Roll, režisér, herec a scenárista (* 18. května 1914)
- 2003 – Břetislav Novák, český matematik (* 2. března 1938)
- 2006
  - Jan Špáta, kameraman a režisér (* 25. října 1932)
  - Zdeněk Tylšar, hornista a hudební pedagog (* 29. dubna 1945)
- 2009 – Milan Slavický, hudební skladatel, hudební vědec a pedagog (* 7. května 1947)
- 2012 – Zdeněk Jůzek, český novinář a spisovatel (* 16. srpna 1948)
- 2015 – František Pojdl, český televizní režisér (* 22. března 1928)

### Svět

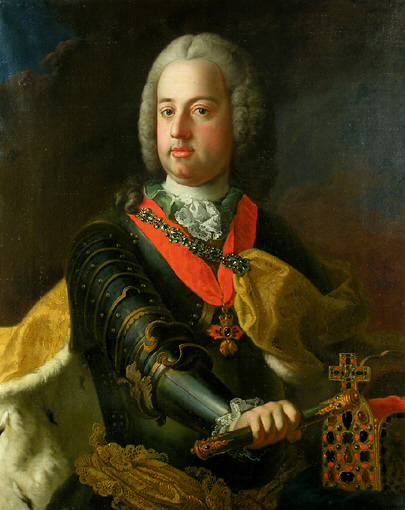
František I. Štěpán Lotrinský († 1765)

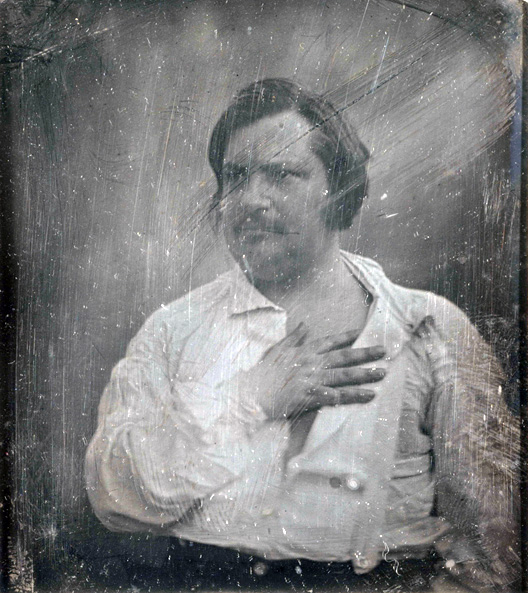
Honoré de Balzac († 1850)

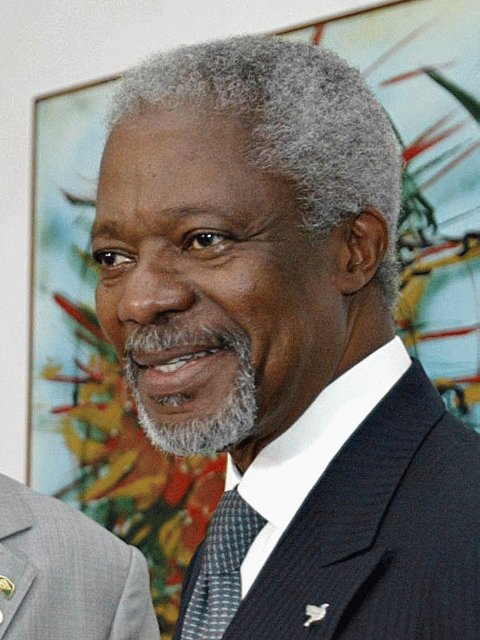
Kofi Annan († 2018)

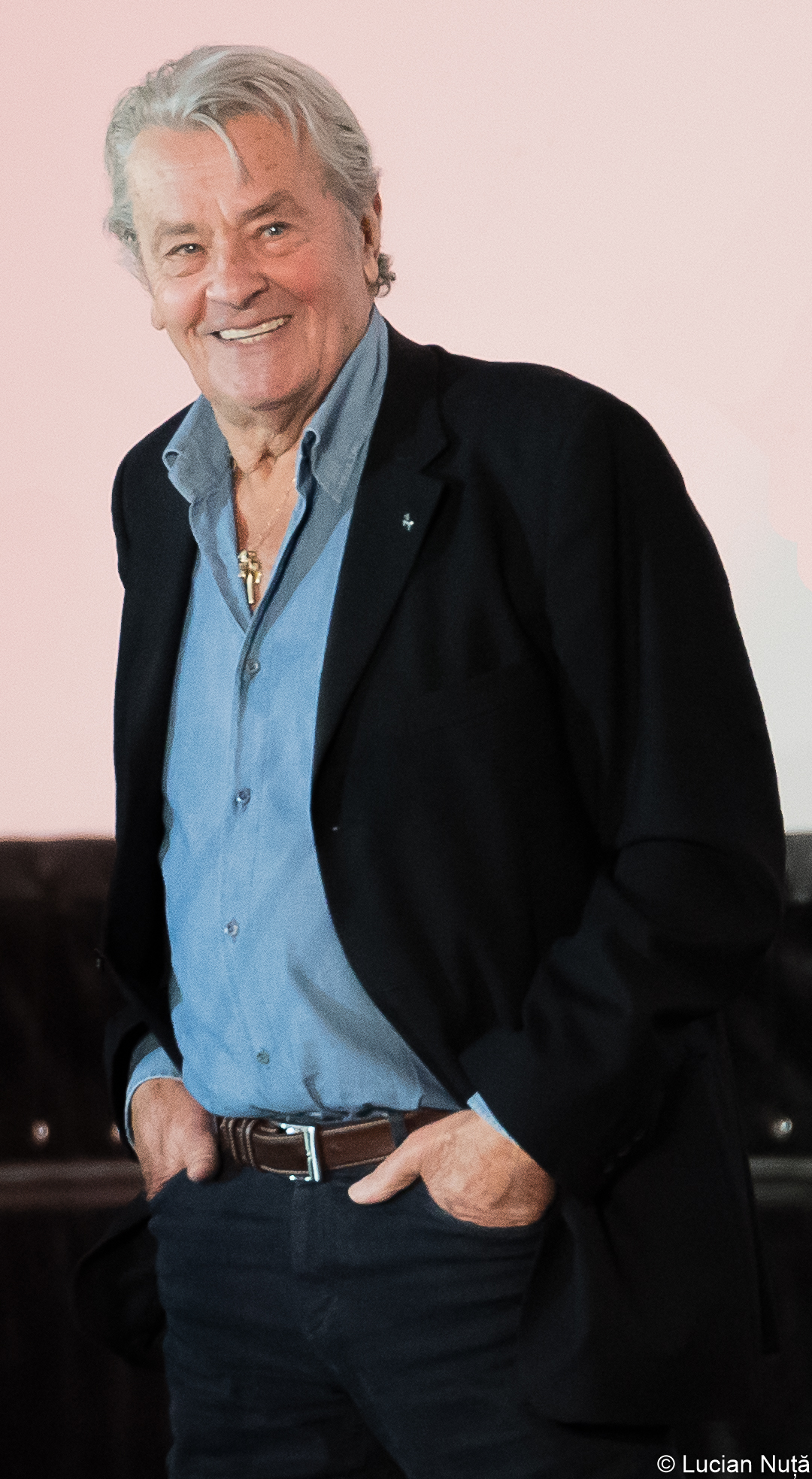
Alain Delon († 2024)

- 180 př. n. l. – Císařovna Lü, manželka Kao-cua, prvního císaře říše Chan (* 241 př. n. l.)
- 0440 – Sixtus III., papež (* ?)
- 1095 – Olaf I. Dánský, dánský král (* 1050)
- 1224 – Marie Francouzská, brabantská vévodkyně z dynastie Kapetovců (* ? 1198)
- 1227 – Čingischán, první Velký chán Mongolů (* asi 1162 nebo 1155, 1161 či 1167)
- 1258 – Theodoros II. Laskaris, byzantský císař (* 1221)
- 1276 – Hadrián V., papež (* 1205)
- 1320 – Adléta Brunšvická, druhá manželka Jindřicha Korutanského (* okolo 1300)
- 1500 – Alfons Aragonský, španělský princ (* 1481)
- 1503 – Alexandr VI., papež (* 1431)
- 1563 – Étienne de La Boétie, francouzský právník, humanista a politický filozof (* 1. listopadu 1530)
- 1559 – Pavel IV., papež (* 1476)
- 1594 – Johann Caspar Neubeck, vídeňský biskup (* 1545)
- 1612 – Giacomo Boncompagni, italský feudál a mecenáš, syn papeže Řehoře XIII. (* 1548)
- 1620 – Wan-li, čínský císař (* 4. září 1563)
- 1642 – Guido Reni, italský malíř období raného baroka (* 4. listopadu 1575)
- 1645 – Jevdokija Lukjanovna Strešněvová, ruská carevna, manželka Michaila Fjodoroviče (* 1608)
- 1707 – William Cavendish, 1. vévoda z Devonshiru, anglický státník a šlechtic (* 25. ledna 1640)
- 1761 – François Gaspard Adam, francouzský sochař (* 23. května 1710)
- 1765 – František I. Štěpán Lotrinský, manžel Marie Terezie a císař Svaté říše římské (8. prosince 1708)
- 1781 – Franz Josef I. z Lichtenštejna, lichtenštejnský kníže (* 19. listopadu 1726)
- 1810 – Jules Perrot, baletní mistr Carského baletu v Petrohradě († 29. srpna 1892)
- 1823 – André-Jacques Garnerin, francouzský průkopník parašutismu (* 31. ledna 1769)
- 1829 – Marie Františka Benedikta Portugalská, portugalská infantka (* 25. července 1746)
- 1845 – Düzdidil Kadın, konkubína osmanského sultána Abdulmecida I. (* 1825)
- 1850 – Honoré de Balzac, francouzský spisovatel (* 20. květen 1789)
- 1862 – Simon Fraser, kanadský obchodník s kožešinami a průzkumník (* 1776)
- 1872 – Petar Preradović, chorvatský básník, panslavista a překladatel (* 19. března 1818)
- 1885 – Timothy Ahearne, irský olympijský vítěz v trojskoku († listopad 1968)
- 1887 – John Palliser, irský geograf a objevitel (* 29. ledna 1817)
- 1891 – Louis Paulsen, německý šachový mistr (* 1833)
- 1896 – Richard Avenarius, německo-švýcarský filozof (* 1843)
- 1901 – Evan James, velšský ragbista (* 1869)
- 1917 – Felicián Jozef Môcik, slovenský malíř a varhaník (* 9. září 1861)
- 1927 – Sascha Schneider, německý malíř (* 21. září 1870)
- 1930 – Vladan Đorđević, srbský politik, lékař, spisovatel a předseda vlády (* 3. prosince 1844)
- 1935 – Fran Šuklje, zemský hejtman Kraňska (* 24. října 1849)
- 1940 – Walter Chrysler, zakladatel automobilky Chrysler (* 2. dubna 1875)
- 1942 – Ervín Schulhoff, německo-český hudební skladatel a klavírista (* 8. června 1894)
- 1944 – Ernst Thälmann, německý komunistický politik (* 16. dubna 1886)
- 1945 – Eric Rücker Eddison, anglický spisovatel (* 24. listopadu 1882)
- 1948 – Vilém Habsbursko-Lotrinský, syn arcivévody Karla Štěpána, následník trůnu (* 10. února 1895)
- 1954 – Alcide De Gasperi, premiér Itálie (* 3. dubna 1881)
- 1961 – Learned Hand, americký právník (* 27. ledna 1872)
- 1977 – Tibor Déry, maďarský spisovatel (* 8. října 1894)
- 1987 – Erwin Schneider, rakouský horolezec a kartograf (* 13. dubna 1906)
- 1989 – Imre Németh, maďarský olympijský vítěz v hodu kladivem (* 23. září 1917)
- 1990 – Burrhus Frederic Skinner, americký psycholog (* 20. března 1904)
- 1992 – John Sturges, americký filmový režisér (* 3. ledna 1910)
- 1994
  - Ješajahu Leibowitz, izraelský filozof (* 29. ledna 1903)
  - Richard Laurence Millington Synge, britský biochemik, držitel Nobelovy ceny (* 1914)
  - Vazgen I., patriarcha Arménské apoštolské církve (* 20. září 1908)
- 1998 – Persis Khambattaová, indická modelka a herečka (* 2. října 1948)
- 2004 – Elmer Bernstein, americký hudební skladatel (* 4. dubna 1922)
- 2009 – Kim Te-džung, bývalý jihokorejský prezident (* 6. ledna 1924)
- 2010
  - Harold Connolly, americký kladivář, olympijský vítěz, bývalý manžel Olgy Fikotové (* 1. srpna 1931)
  - Kenny Edwards, americký hudebník, skladatel a producent (* 1946)
  - Karel Hugo Bourbonsko-Parmský, vévoda parmský, král španělský, král Etrurie (* 8. dubna 1930)
- 2012 – Scott McKenzie, americký zpěvák a kytarista (* 10. leden 1939)
- 2013 – Albert Murray, americký spisovatel (* 12. května 1916)
- 2015 – Chálid Asaad, syrský archeolog a správce památek města Palmýry (* 1932)
- 2018 – Kofi Annan, ghanský diplomat, sedmý generální tajemník OSN (* 8. dubna 1938)
- 2024
  - Alain Delon, francouzský herec (* 8. listopadu 1935)
  - Franciszek Smuda, polský fotbalista a fotbalový trenér (* 22. června 1948)

## Svátky

### Česko
- Helena, Ela, Elena
- Rainald

### Svět
- Havaj: Den vstupu (je-li pátek)

## Pranostiky

### Česko
- Přinese-li déšť svatá Helena, bývá otava dlouho zelená.

| 18. srpen v pražském KlementinuÚdaje jsou platné k 8. 7. 2025. | 18. srpen v pražském KlementinuÚdaje jsou platné k 8. 7. 2025. | 18. srpen v pražském KlementinuÚdaje jsou platné k 8. 7. 2025. |
| minimum                                                        | denní průměr                                                   | maximum                                                        |
| -------------------------------------------------------------- | -------------------------------------------------------------- | -------------------------------------------------------------- |
| 9,9 °C (1883)                                                  | 18,4 °C (od 1961)                                              | 35,2 °C (1892)                                                 |